# Francisco Pina Lopes
Francisco Pina Esteves Lopes (Escalos-de-Baixo (Castelo Branco), 3 de dezembro de 1874 — Lisboa, 11 de dezembro de 1962) foi um oficial do Exército Português que, entre outras funções políticas de relevo, foi Ministro das Finanças do 24.º governo republicano, em funções de 8 de março a 26 de junho de 1920. Deixou várias obras publicadas nos campos da etnografia e da história.

## Biografia
Foi oficial do Serviço de Administração Militar do Exército, tendo sido reformado no posto de coronel. Fez parte do Corpo Expedicionário Português enviado para a frente ocidental durante a Grande Guerra, onde exerceu as funções de Chefe dos Serviços Administrativos. No período de junho a novembro de 1917 esteve integrado no XI Corpo das forças britânicas.
Foi louvado na ordem da divisão e condecorado com a Medalha de Ouro de Bons Serviços pelos seus serviços em campanha.
No contexto da permanente instabilidade governativa da fase final da Primeira República Portuguesa, foi nomeado Ministro das Finanças do 24.º governo republicano, presidido pelo coronel António Maria Baptista, em funções de 8 de março a 26 de junho de 1920.
Após a sua passagem à reserva teve atividade empresarial, tendo sido sócio da Sociedade Lusitana de Representações (SOLOR) e presidente do conselho fiscal da Sociedade Nacional de Petróleos (SONAP). A sua ligação à SONAP resultou da relação com o empresário Manuel Cordo Boullosa, ao tempo seu genro.
Após o seu falecimento, a viúva instituiu a Cantina Escolar Coronel Francisco Pina Lopes, anexa às escolas de Escalos de Baixo, concelho de Castelo Branco, para cuja manutenção criou um fundo. Também foi criada outra cantina, financiada por seu neto Francisco Manuel de Pina Lopes Boullosa, também designada Cantina Escolar do Coronel Francisco Pina Lopes, anexa às escolas do núcleo de Termas de Monfortinho, freguesia de Monfortinho, concelho de Idanha-a-Nova. Esta última cantina passou em 1967 a designar-se «Cantina Escolar de D. Maria da Graça Pina Lopes».

## Obras publicadas
Entre outras, é autor das seguintes monografias:
- São Silvestre de Escalos de Baixo. Lisboa : [s.n.], 1952.
- A manutenção militar : relatório da gerência. Lisboa : Tipografia da Manutenção Militar, 1921-1922.
- Instalação da Casa das Beiras : tése do Conselho Regional do Grémio Beirão (relator F. de Pina Lopes). Lisboa : Futurista Gráfica, 1932.
- A Egitânia através dos tempos. Lisboa : [s.n.], 1951.
- A Beira Baixa na Reconquista Cristã, no povoamento e na formação da sua unidade moral. Lisboa : Editora Gráfica Portuguesa, 1941.
- A Beira Baixa na cultura da terra : alguns males e remédios. Lisboa : Editora Gráfica Portuguesa, 1940.
- Alguns aspectos do Distrito de Castelo Branco em confronto com as Beiras e com o País : tese apresentada ao VI Congresso Beirão. Lisboa : Empresa Nacional de Publicidade, 1936.
- 42 parlamentares da monarquia pela Beira Baixa : 1834-1910. Lisboa : [s.n.], 1958.